# Gato Roboto
『Gato Roboto』は、アメリカのインディーゲームスタジオdoinksoftが開発しDevolver Digitalより発売されたアクションゲーム。

## 概要
とある惑星に不時着した宇宙船に閉じ込められた船長ゲイリー（Gary）を助けるため、飼い猫のキキ（Kiki）が惑星内を探索する。キキは道中にあるバトルスーツに搭乗することで様々な能力を発揮することができる。探索の舞台はかつて利用されていた研究施設の跡地で、キキの行く先々では人間の言葉を話すネズミが現れ戦いを挑んでくる。ゲームシステムは複数のエリアで徐々に行動範囲を広げていくメトロイドヴァニアの形式で、グラフィックは白黒2色のシンプルなドット絵で描写されている。
開発者の一人Joseph Bourgeoisは影響を受けた作品の要素として『スーパーメトロイド』『メトロイドフュージョン』のマップデザインを挙げ、物語や登場人物の設計については『洞窟物語』などの開発で知られる天谷大輔のゲーム作品から恐らく潜在的に影響を受けたと語っている。また、開発当初のゲーム内のキキはバトルスーツ状態のみで、Bourgeoisは操作キャラクターがネコであることが分かりづらいと感じていたが、子供時代にプレイしていたゲーム『超惑星戦記 メタファイト』のように乗物に乗った状態と降りた状態の2パターンを用いるアイデアを思い付き、その仕様は数日のうちに実装されることとなった。

## システム
前述のように、キキは基本的に通常状態とバトルスーツに搭乗した状態の2パターンがあり、任意の場所で乗降できる。通常のキキは壁の駆け上がりや細い通路への進入、潜水の能力を持つが攻撃手段は一切なく、敵の攻撃やダメージ地形に触れると即ミスとなる。一方、バトルスーツ状態のキキは「ピストル」で敵を攻撃できライフの数値分だけダメージに耐えられるほか、各所にある「モジュール」を入手すると以下の能力が追加されるが、水中には入れず水面に触れるとダメージを受ける。なお、セーブ地点でセーブを行う際にはキキが通常状態であっても自動的にバトルスーツ状態となる。
- ピストル - 初期装備の武器。「ビッグショット」モジュールを入手するとショットが強力になる。
- ロケット - 一部の壁を破壊できるほか、下向きに発射すると瞬間的に宙に浮く。初期段階では2連射後、「クーラント」モジュール入手後は3連射後に数秒のクールダウンが必要となる。
- スピンジャンプ - ジャンプ後の空中でもう一度ジャンプする2段ジャンプが可能となる。また、この状態で敵に体当たりするとダメージを与えられる。
- フェイズ - 瞬間的に高速ダッシュし、バリアなどの一部障害物をすり抜けることができる。

各所には、ライフの最大値を上昇させる「ヘルスキット」や画面の色味を変更する「カートリッジ」がある。これらの取得状況は、ゲームクリア後に表示される「達成率」にも関係している。